# František Rouček
František Rouček (25. dubna 1891, Nové Strašecí – 29. prosince 1952, asi Addis Abeba) byl československý právník, profesor obchodního a směnečného práva a děkan Právnické fakulty Masarykovy univerzity v Brně, také rektor Vysoké školy politické a sociální v Praze. Po roce 1948 z Československa emigroval.

## Život
Studoval práva a filosofii v Praze a ve Vídni, roku 1918 získal na Právnické fakultě Univerzity Karlovy titul doktora práv. V letech 1922–1927 působil jako vrchní komisař ministerstva unifikací, kde se podílel na vytváření osnov zákonů, které měly sjednotit právo platné v historických českých zemích s původním uherským užívaným na Slovensku a Podkarpatské Rusi. Zároveň se roku 1925 habilitoval na Právnické fakultě Univerzity Komenského v Bratislavě, kde pak byl roku 1931 jmenován mimořádným a o rok později řádným profesorem občanského práva, už o další rok později ale přešel jako řádný profesor obchodního a směnečného práva na Právnickou fakultu Masarykovy univerzity do Brna. V letech 1938–1939 ji vedl jako děkan. Spolu s Jaromírem Sedláčkem byl autorem známého šestidílného komentáře k obecnému zákoníku občanskému, v oblasti právní teorie vytvořil koncepci tzv. jurilogie a byl odpůrcem v Brně převažující normativní teorie.
V poválečném období jako rektor vedl Vysokou školu politickou a sociální v Praze, a to až do komunistického převratu v únoru 1948. Od roku 1949 působil na pozvání císaře Haile Selassie jako poradce etiopské vlády, krátce před svou smrtí byl navržen na funkci prezidenta Nejvyššího soudu Etiopie. Údajně měl být zabit lvy v roce 1952, jiné zdroje uvádí rok úmrtí 1967. Je pohřben v Addis Abebě.

## Některá díla
- Československý obecný zákoník občanský a občanské právo platné na Slovensku a v Podkarpatské Rusi
- Komentář k Československému obecnému zákoníku občanskému a občanské právo platné na Slovensku a v Podkarpatské Rusi (spolu s Jaromírem Sedláčkem)
- Občanské právo platné na Slovensku a v Podkarpatské Rusi. Všeobecná část
- Československé právo obchodní. I. Část obecná
- Česko-slovenské právo obchodní. II. Část zvláštní A – právo kupecké a obchodové
- Česko-slovenské právo obchodní. II. Část zvláštní B – právo soutěžní, obchodních společností a pojistné a Slovenské právo obchodné
- Nové československé právo směnečné
- Praktické směnečnictví a šekovnictví
- Základy právnického myšlení čili nástin jurilogie